# Estonie au Concours Eurovision de la chanson 2016
L'Estonie est l'un des quarante-deux pays participants du Concours Eurovision de la chanson 2016, qui se déroule à Stockholm en Suède. Le pays est représenté par le chanteur Jüri Pootsmann et sa chanson Play, sélectionnés via l'Eesti Laul 2016. Le pays termine 18e et dernier en demi-finale, ne recevant que 24 points.

## Sélection
Le diffuseur estonien ERR confirme sa participation à l'Eurovision 2016 le 27 mai 2015, confirmant également la reconduction de l'émission Eesti Laul comme processus de sélection.

### Format
L'Eesti Laul consiste en deux demi-finales de 10 artistes, tenues les 13 et 20 février et à l'issue desquelles les 5 meilleurs de chaque demi-finales sont qualifiés. 10 artistes concourent donc également durant la finale du 5 mars. Le vainqueur représente l'Estonie à l'Eurovision 2016. 

### Chansons
Les chansons qui concourront pour la victoire sont indiquées dans le tableau ci-dessous.
| Artiste                   | Chanson           | Traduction              |
| ------------------------- | ----------------- | ----------------------- |
| Anett Kulbin              | Strong            | Fort                    |
| Cartoon & Kristel Aaslaid | Immortality       | Immortalité             |
| Gertu Pabbo               | Miljon korda      | Un million de fois      |
| Go Away Bird              | Sally             | Sortie                  |
| Grete Paia                | Stories Untold    | Des histoires inconnues |
| I Wear* Experiment        | Patience          | -                       |
| Indrek Ventmann           | Hispaania tüdruk  | Fille espagnole         |
| Jüri Pootsmann            | Play              | Jouer                   |
| Kati Laev                 | Kaugel sinust     | Loin de toi             |
| Kéa                       | Lonely Boy        | Garçon seul             |
| La La Ladies              | Unikaalne         | Unique                  |
| Laura                     | Supersonic        | Supersonique            |
| Meisterjaan               | Parmupillihullus  | La folie des guimbardes |
| Mick Pedaja               | Seis              | Arrête                  |
| Põhja-Tallinn             | Ei ole mul olla   | Je n'ai pas à être      |
| Púr Múdd                  | Meet Halfway      | Rencontre à mi-chemin   |
| The Jingles               | Love A Little Bit | Aimer un tout petit peu |
| Windy Beach               | Salty Wounds      | Blessures salées        |
| Würffel                   | I'm Facing North  | Je fais face au nord    |
| Zebra Island              | How Many Times    | Combien de fois         |

### Émissions

#### Première demi-finale
La première demi-finale de l'Eesti Laul 2016 prendra place le 13 février 2016. 10 chansons concourront pour 5 places en finale où les résultats seront déterminés par une combinaison du jury ainsi que du télévote.
| #  | Artiste                   | Chanson           | Jury | Télévote | Télévote | Total | Place |
| #  | Artiste                   | Chanson           | Jury | Voix     | Points   | Total | Place |
| -- | ------------------------- | ----------------- | ---- | -------- | -------- | ----- | ----- |
| 1  | The Jingles               | Love A Little Bit | 1    | 545      | 2        | 3     | 10    |
| 2  | Würffel                   | I'm Facing North  | 10   | 415      | 1        | 11    | 6     |
| 3  | Mick Pedaja               | Seis              | 12   | 1 822    | 6        | 18    | 2     |
| 4  | Indrek Ventmann           | Hispaania tüdruk  | 3    | 1 967    | 7        | 10    | 7     |
| 5  | Cartoon & Kristel Aaslaid | Immortality       | 8    | 3 171    | 8        | 16    | 3     |
| 6  | Kéa                       | Lonely Boy        | 6    | 721      | 5        | 11    | 5     |
| 7  | Kati Laev                 | Kaugel sinust     | 2    | 3 214    | 10       | 12    | 4     |
| 8  | Zebra Island              | How Many Times    | 5    | 643      | 4        | 9     | 8     |
| 9  | Laura                     | Supersonic        | 7    | 3 781    | 12       | 19    | 1     |
| 10 | Windy Beach               | Salty Wounds      | 4    | 643      | 3        | 7     | 9     |

#### Deuxième demi-finale
La deuxième demi-finale de l'Eesti Laul 2016 prendra place le 20 février 2016. 10 chansons concourront pour 5 places en finale où les résultats seront déterminés par une combinaison du jury ainsi que du télévote.
| Ordre | Artiste            | Chanson          | Jury | Télévote | Télévote | Total | Résultat |
| ----- | ------------------ | ---------------- | ---- | -------- | -------- | ----- | -------- |
| 1     | Go Away Bird       | Sally            | 8    | 1 585    | 3        | 11    | 5        |
| 2     | Jüri Pootsmann     | Play             | 12   | 3 898    | 12       | 24    | 1        |
| 3     | Meisterjaan        | Parmupillihullus | 4    | 2 327    | 7        | 11    | 4        |
| 4     | I Wear* Experiment | Patience         | 10   | 1 587    | 4        | 14    | 3        |
| 5     | Púr Múdd           | Meet Halfway     | 6    | 1 543    | 2        | 8     | 8        |
| 6     | Grete Paia         | Stories Untold   | 5    | 2 876    | 10       | 15    | 2        |
| 7     | Põhja-Tallinn      | Ei ole mul olla  | 3    | 1 986    | 6        | 9     | 7        |
| 8     | Anett Kulbin       | Strong           | 7    | 1 499    | 1        | 8     | 9        |
| 9     | Gertu Pabbo        | Miljon korda     | 2    | 1 832    | 5        | 7     | 10       |
| 10    | La La Ladies       | Unikaalne        | 1    | 2 698    | 8        | 9     | 6        |

#### Finale
La finale de l'Eesti Laul 2016 a eu lieu le 5 mars 2016. Tout d'abord, trois chansons parmi les dix finalistes sont choisies via une combinaison du jury et du télévote pour accéder à la superfinale. Le représentant sera choisi uniquement par le télévote parmi ces trois superfinalistes.
| #  | Artiste                   | Chanson          | Jury | Télévote | Télévote | Total | Place |
| #  | Artiste                   | Chanson          | Jury | Voix     | Points   | Total | Place |
| -- | ------------------------- | ---------------- | ---- | -------- | -------- | ----- | ----- |
| 1  | Laura                     | Supersonic       | 6    | 16 416   | 10       | 16    | 2     |
| 2  | Go Away Bird              | Sally            | 4    | 2 960    | 2        | 6     | 8     |
| 3  | Mick Pedaja               | Seis             | 10   | 6 393    | 5        | 15    | 4     |
| 4  | Grete Paia                | Stories Untold   | 2    | 7 337    | 6        | 8     | 7     |
| 5  | Kéa                       | Lonely Boy       | 5    | 1 374    | 1        | 6     | 9     |
| 6  | Jüri Pootsmann            | Play             | 12   | 23 439   | 12       | 24    | 1     |
| 7  | Kati Laev                 | Kaugel sinust    | 1    | 5 837    | 4        | 5     | 10    |
| 8  | Cartoon & Kristel Aaslaid | Immortality      | 8    | 15 903   | 8        | 16    | 3     |
| 9  | Meisterjaan               | Parmupillihullus | 3    | 8 340    | 7        | 10    | 5     |
| 10 | I Wear* Experiment        | Patience         | 7    | 5 578    | 3        | 10    | 6     |

| Ordre | Artiste                   | Chanson     | Nombre de voix | Place |
| ----- | ------------------------- | ----------- | -------------- | ----- |
| 1     | Jüri Pootsmann            | Play        | 32 394         | 1     |
| 2     | Laura                     | Supersonic  | 21 001         | 2     |
| 3     | Cartoon & Kristel Aaslaid | Immortality | 19 123         | 3     |

Jüri Pootsmann remporte la finale Eesti Laul avec sa chanson Play.

## À l'Eurovision
L'Estonie participe à la première demi-finale, le 10 mai 2016, durant laquelle le pays arrive en 18e et dernière position avec 24 points. C'est la première fois que le pays arrive dernier.